# Alessia di Matteo
Alessia di Matteo (Genova, 4 luglio 2003 – Genova, 12 gennaio 2005) è stata una bambina italiana di Genova passata alla storia per essere la prima persona a sopravvivere al trapianto di otto organi in un’unica operazione, anche se purtroppo morì un anno dopo per complicazioni.
L’intervento, eseguito il 31 gennaio 2004 al Jackson Memorial Hospital di Miami quando aveva appena sei mesi, fu guidato dal dottor Andreas G. Tzakis. La piccola era nata con la sindrome di megacisti-microcolon-ipoperistalsi intestinale (MMIH), nota anche come sindrome di Berdon, una rara malattia congenita che comprometteva il funzionamento di reni, intestino e stomaco. Senza cure non avrebbe avuto possibilità di sopravvivenza.
Le furono trapiantati un fegato, intestino tenue e crasso, pancreas, un nuovo stomaco, milza e due reni. Dopo l’intervento, la bambina rimase in Florida fino a un mese prima della sua morte, per permettere ai medici di monitorare le sue condizioni. Morì il 12 gennaio 2005, all’Istituto Giannina Gaslini, a soli 18 mesi, a causa di complicazioni post-operatorie.